# Kachasu

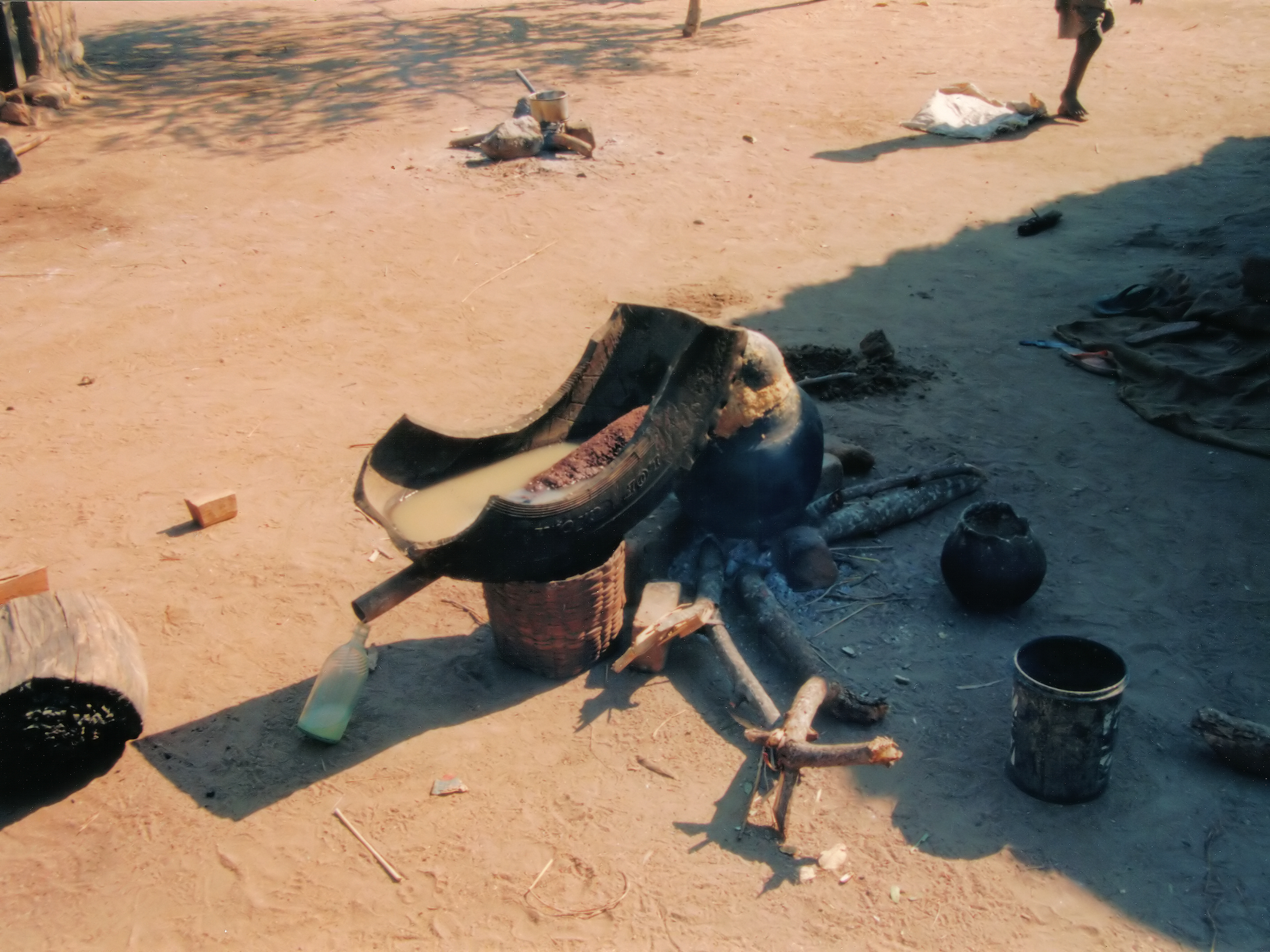
Kachasuの蒸留器（ザンビア）

Kachasu、または、lutuku、とは、アフリカの伝統的な蒸留酒である。
ザンビア、ジンバブエ、コンゴ民主共和国、マラウイにおいて、主に農村部や貧しい都市郊外で作られている。通常はトウモロコシから醸造されるが、シコクビエやバナナの皮などのさまざまな果物も使用できる。この過程では、ビール酵母をトウモロコシの皮などの炭水化物源と一緒に温水に加え、混合物を数分間加熱する。完全に発酵した後、蒸留を行う。
Kachasuのアルコール含有量は、醸造の程度に応じて大きく異なる。研究によると、アルコール含有量は20～30%から最高70%までの範囲であることが判明している。